# Томас Франк
Томас Карр Франк (англ. Thomas Carr Frank; нар. 21 березня 1965) — американський політичний аналітик, історик та журналіст. Засновник і редактор журналу Baffler. Автор книг: Що з Канзасом? та Слухай, ліберале та інші. З 2008 по 2010 рр. був колумністом у журналі Волл-Стріт джорнел.
Франк — історик культури та ідей, відверто аналізує тенденції в американській виборчій політиці, пропаганді, рекламі, популярній культурі, головній журналістиці та економіці. Його теми включають риторику та вплив культурних воєн у американському політичному житті та відносини між політикою та культурою в Сполучених Штатах.

## Життєпис
Френк народився в місті Канзас-Сіті, штат Міссурі. Він закінчив в 1988 році університет Вірджинії зі ступенем бакалавра з історії.  Френк отримав ступінь магістра з історії в 1990 році та докторську ступінь з історії в 1994 році у Чиказькому університеті.
Славу йому принесла книжка Що з Канзасом? опублікована у 2004 році.  Він став загальнонаціональним та міжнародним експертом з політики, історії та соціальних відносин в американському суспільстві.